# Рашка куварица (књига рецепата)
Рашка куварица (енгл. The Raška Cookbook) је двојезична и богато илустрована репрезентативна књига рецепата која на аутентичан начин бележи свакодневне обичаје везане за гастрономију на територији општине Рашка. Настала је из жеље чланица Месне организације жена Рашка да, посредством свог кулинарског умећа, допринесу свести о друштвеној улози жене као „хранитељици света“ и да трајно документују, сачувају и промовишу кулинарско знање, практичне вештине и гастрономско наслеђе Рашке, као једну од компоненти индентитета у оквирима српског, али и европског културног наслеђа.

## Опис књиге
Рашка куварица представља студију у области гастрономског наслеђа. Настала је из жеље чланица Месне организације жена Рашка да документују, сачувају и промовишу кулинарско знање, практичне вештине и гастрономско наслеђе Рашке. Плод је трогодишњег истраживања традиционалног кулинарства и културе обедовања на једном специфичном подручју које памти далеко у прошлост. Ово репрезентативно, богато илустровано, двојезично издање (српски и енглески), уредила је историчарка уметности, кустос Центра за културу „Градац“ из Рашке, Соња Милићевић, док је стручни консултант и аутор уводног текста Тамара Огњевић, историчарка уметности, гастрохеритолог, директорка Артис центра из Београда. Пројекат је координирала Добрила Филиповић, председница Месне организације жена Рашке.
Рашка куварица разликује се од мноштва сличних приручника који су публиковани у Србији у последњих стотињак година, између осталог, по томе што има више аутора. У овој књизи су заступљене све структуре жена са Општине Рашка: урбане и руралне домаћице, монахиње из манастира Градац и Kончул, локалне Ромкиње и припаднице заједнице Горанаца, као и једина жена угоститељка у овом крају. По томe је ово издање, према речима Тамаре Огњевић, која је истраживач при Европском институту за гастрономију у Туру (Француска), јединствено не само у нашој земљи, већ и у региону.

### Месна организације жена Рашке
Месна организација жена Рашке постоји од д1945. године и непрекидно ради до данас. Окупља више од 70 чланица. Као непрофитна организација основана 27. фебруара 2003. године. Организација окупља жене Општине Рашка око различитих акција и пројеката међу којима је, осим очувања културног наслеђа и сеоски туризам.

## Промоција књиге
Априла 2023. године Рашка куварица је представљена у Манаковој кући Етнографског музеја у Београду. На промоцији су говорили Бора Димитријевић, председник Националног комитета за нематеријално културно наслеђе Србије, уредница књиге Соња Милићевић, Добрила Филиповић, председница Месне организације жена Рашке и Тамара Огњевић, историчарка уметности, гастрохеритолог, директорка Артис центра из Београда. Публика је била у прилици да проба изабране специјалитете спремљене према рецептима из Рашке куварице.